# II Goodwill Games
I II Goodwill Games sono stati una manifestazione sportiva tenutasi a Seattle, negli Stati Uniti d'America, dal 20 luglio al 5 agosto 1990.

## Paesi partecipanti
- Australia
- Bahamas
- Brasile
- Bulgaria
- Canada
- Cina
- Colombia
- Costa d'Avorio
- Cuba
- Cecoslovacchia
- Danimarca

- Gibuti
- Germania Est
- Egitto
- Etiopia
- Francia
- Regno Unito
- Ungheria
- Islanda
- Irlanda
- Italia
- Giamaica

- Giappone
- Kenya
- Messico
- Mongolia
- Marocco
- Paesi Bassi
- Nuova Zelanda
- Niger
- Nigeria
- Corea del Nord
- Norvegia

- Oman
- Perù
- Polonia
- Portogallo
- Porto Rico
- Romania
- Somalia
- Corea del Sud
- Unione Sovietica
- Spagna
- Suriname

- Svezia
- Svizzera
- Taiwan
- Tanzania
- Turchia
- Stati Uniti
- Venezuela
- Isole Vergini Americane
- Germania Ovest
- Jugoslavia

## Sport
Atletica
 Baseball
 Canottaggio
 Ciclismo
00 Ginnastica
 Hockey su ghiaccio
 Judo
 Nuoto
 Nuoto sincronizzato
 Pallacanestro
 Pallamano
 Pallanuoto
 Pallavolo (M - F)
 Pattinaggio di figura
 Pentathlon moderno
 Pugilato
 Sollevamento pesi
 Tennis
 Tuffi
 Wrestling

## Medagliere
| Posiz. | Nazione                 | Oro | Argento | Bronzo | Totale |
| ------ | ----------------------- | --- | ------- | ------ | ------ |
| 1      | Unione Sovietica        | 66  | 68      | 54     | 188    |
| 2      | Stati Uniti             | 60  | 53      | 48     | 161    |
| 3      | Germania Est            | 11  | 8       | 24     | 43     |
| 4      | Bulgaria                | 8   | 7       | 9      | 24     |
| 5      | Cina                    | 6   | 7       | 3      | 16     |
| 6      | Cuba                    | 6   | 4       | 3      | 13     |
| 7      | Germania Ovest          | 4   | 3       | 8      | 15     |
| 8      | Canada                  | 4   | 1       | 6      | 11     |
| 9      | Polonia                 | 4   | 1       | 0      | 5      |
| 10     | Corea del Sud           | 3   | 2       | 2      | 7      |
| 10     | Spagna                  | 3   | 2       | 2      | 7      |
| 12     | Romania                 | 2   | 4       | 2      | 8      |
| 13     | Giappone                | 2   | 3       | 10     | 15     |
| 14     | Italia                  | 2   | 2       | 1      | 5      |
| 15     | Jugoslavia              | 2   | 1       | 0      | 3      |
| 16     | Ungheria                | 1   | 1       | 5      | 7      |
| 16     | Paesi Bassi             | 1   | 1       | 5      | 7      |
| 18     | Giamaica                | 1   | 1       | 2      | 4      |
| 19     | Danimarca               | 1   | 1       | 1      | 3      |
| 20     | Mongolia                | 1   | 1       | 0      | 2      |
| 21     | Cecoslovacchia          | 1   | 0       | 0      | 1      |
| 21     | Messico                 | 1   | 0       | 0      | 1      |
| 21     | Marocco                 | 1   | 0       | 0      | 1      |
| 21     | Suriname                | 1   | 0       | 0      | 1      |
| 25     | Australia               | 0   | 4       | 3      | 7      |
| 26     | Regno Unito             | 0   | 2       | 2      | 4      |
| 27     | Turchia                 | 0   | 2       | 1      | 3      |
| 28     | Etiopia                 | 0   | 2       | 0      | 2      |
| 28     | Nuova Zelanda           | 0   | 2       | 0      | 2      |
| 30     | Brasile                 | 0   | 1       | 6      | 7      |
| 31     | Kenya                   | 0   | 1       | 1      | 2      |
| 32     | Bahamas                 | 0   | 1       | 0      | 1      |
| 33     | Francia                 | 0   | 0       | 1      | 1      |
| 33     | Irlanda                 | 0   | 0       | 1      | 1      |
| 33     | Svezia                  | 0   | 0       | 1      | 1      |
| 33     | Isole Vergini Americane | 0   | 0       | 1      | 1      |
| Total  | Total                   | 192 | 184     | 202    | 578    |